# أنطونين هاجيك
أنطونين هاجيك (بالتشيكية: Antonín Hájek)‏ هو متزلج قفز تشيكي، ولد في 12 فبراير 1987 في فريدلانت ‏ في التشيك.

## وصلات خارجية
- أنطونين هاجيك على موقع الاتحاد الدولي للتزلج (القفز التزلجي) (الإنجليزية)
- أنطونين هاجيك على موقع أوليمبيديا (الإنجليزية)
- أنطونين هاجيك على موقع اللجنة الأولمبية التشيكية (التشيكية)